# Bahnhof Biblis
Der Bahnhof Biblis ist der Bahnhof der südhessischen Gemeinde Biblis. Der Bahnhof liegt an der Strecke Frankfurt–Mannheim („Riedbahn“), welche hier eine Zweigstrecke nach Worms hat.

## Geschichte
Am 29. Mai 1869 wurde die Strecke von Darmstadt Hbf über Riedstadt-Goddelau und Biblis bis zum Bahnhof Rosengarten, der auf der Worms gegenüberliegenden Seite des Rheins lag, durch den großherzoglich-hessischen Ministerpräsidenten Reinhard Carl Friedrich von Dalwigk eröffnet. Vom Bahnhof Rosengarten führte von 1870 bis 1900 das Trajekt Worms–Rosengarten über den Rhein. Eine feste Rheinbrücke gab es damals noch nicht.
Im Oktober 1879 wurde die Strecke von Biblis über Waldhof in die Mannheimer Neckarstadt verlängert, wo sie nicht im Mannheimer Hauptbahnhof, sondern im Riedbahnhof, nördlich der heutigen Kurpfalzbrücke, endete. Seit November 1879 fahren durchgehende Züge von Worms Hbf nach Frankfurt Hbf, seit 1880 von Mannheim Hbf nach Frankfurt Hbf.
Am 7. Juli 2016 wurde der symbolische Spatenstich für den S-Bahn-Ausbau des Bahnhofs begangen, stellvertretend für fünf Stationen, die im Rahmen der zweiten Ausbaustufe der S-Bahn Rhein-Neckar ausgebaut wurden (daneben Bürstadt, Bobstadt, Lampertheim und Groß Rohrheim). Unter anderem wurden die Bahnsteige erhöht, Aufzüge und Sitzgelegenheiten gebaut sowie ein neues Beleuchtungs- und Beschallungskonzept realisiert. Die Kosten in Höhe von insgesamt 24,2 Millionen Euro wurden vom Bund (11 Mio. Euro), dem Land Hessen (5 Mio. Euro) sowie dem Zweckverband und den beteiligten Kommunen (insgesamt 8,2 Mio. Euro) getragen.

### Generalsanierung
Im Zuge der „Generalsanierung“ der Riedbahn wurde die Leit- und Sicherungstechnik im Bahnhof grundlegend erneuert. Der fünf Gleise querende Bahnübergang im Nordkopf (km 28,6) wurde auf der Grundlage eines Planfeststellungsbeschlusses vom Februar 2024 aufgelassen. Ein Nebengleis (527) auf der Westseite des Bahnhofs wurde ersatzlos zurückgebaut, ebenso der Gleisanschluss der ehemaligen Gurkenfabrik neben dem Bahnhof. Ferner wurden mehrere Lärmschutzwände errichtet.

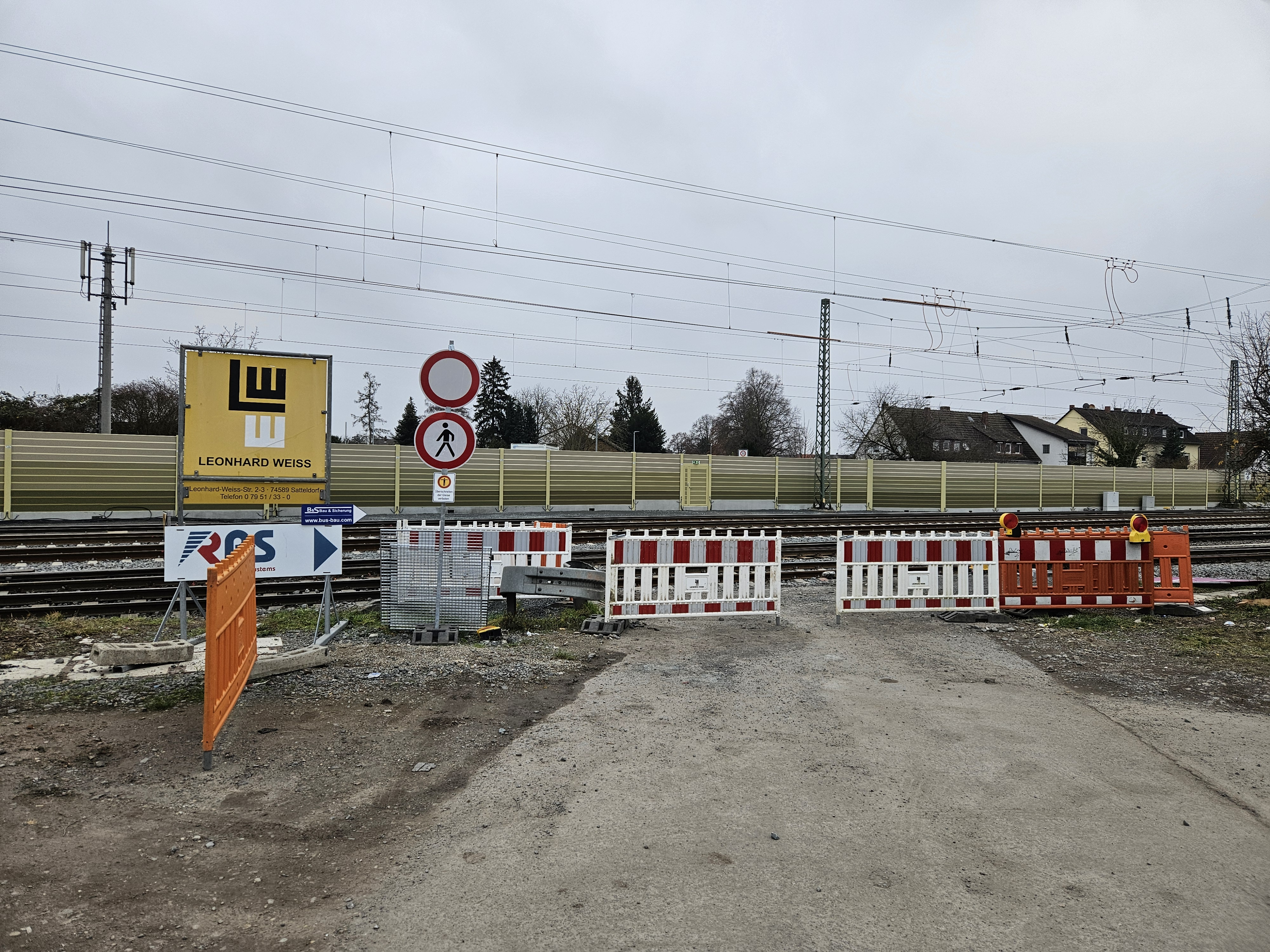
Der aufgelassene Bahnübergang im Nordkopf im Dezember 2024
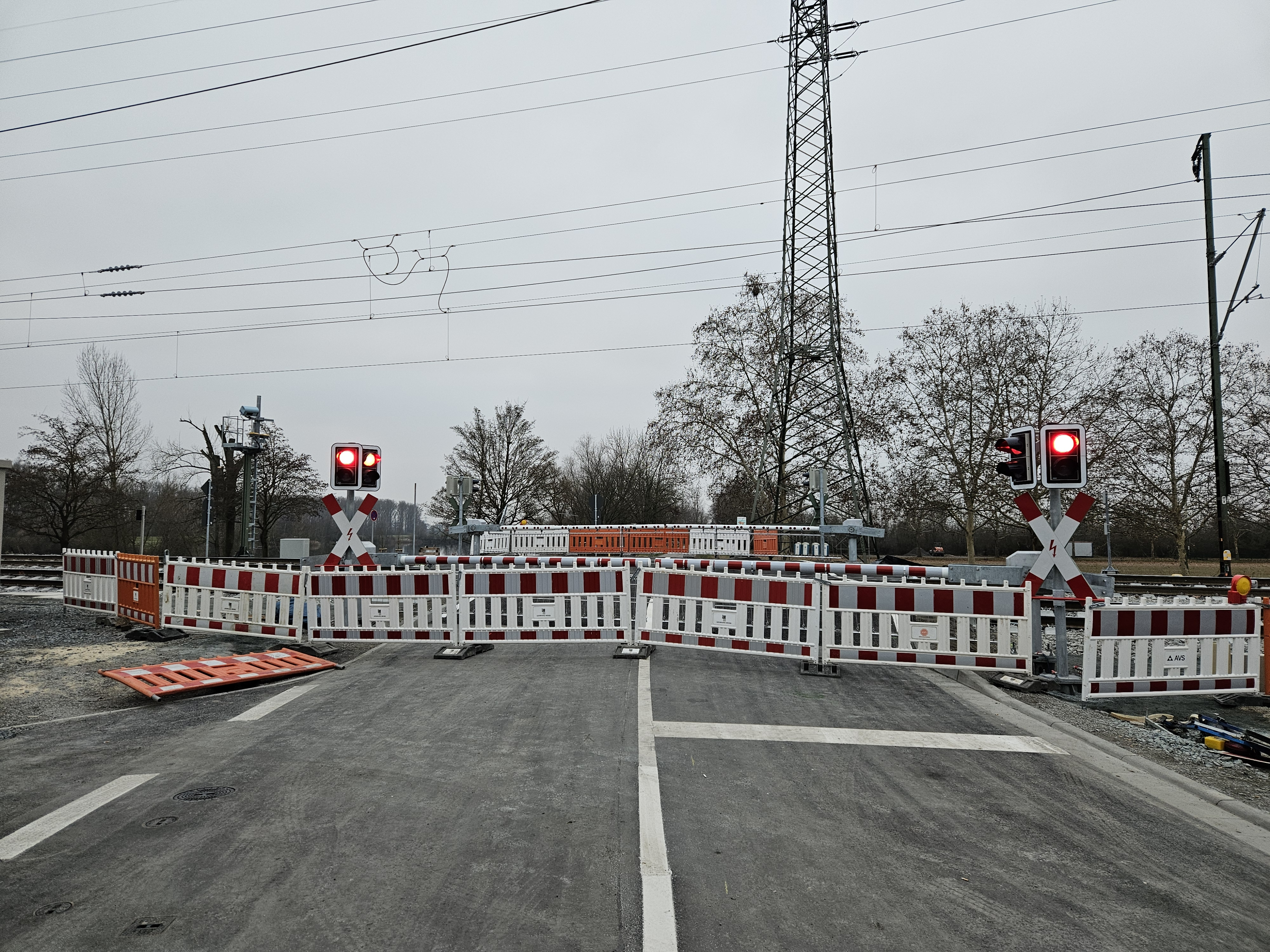
Der im Südkopf verbliebene Bahnübergang im Dezember 2024

### Kurve Biblis

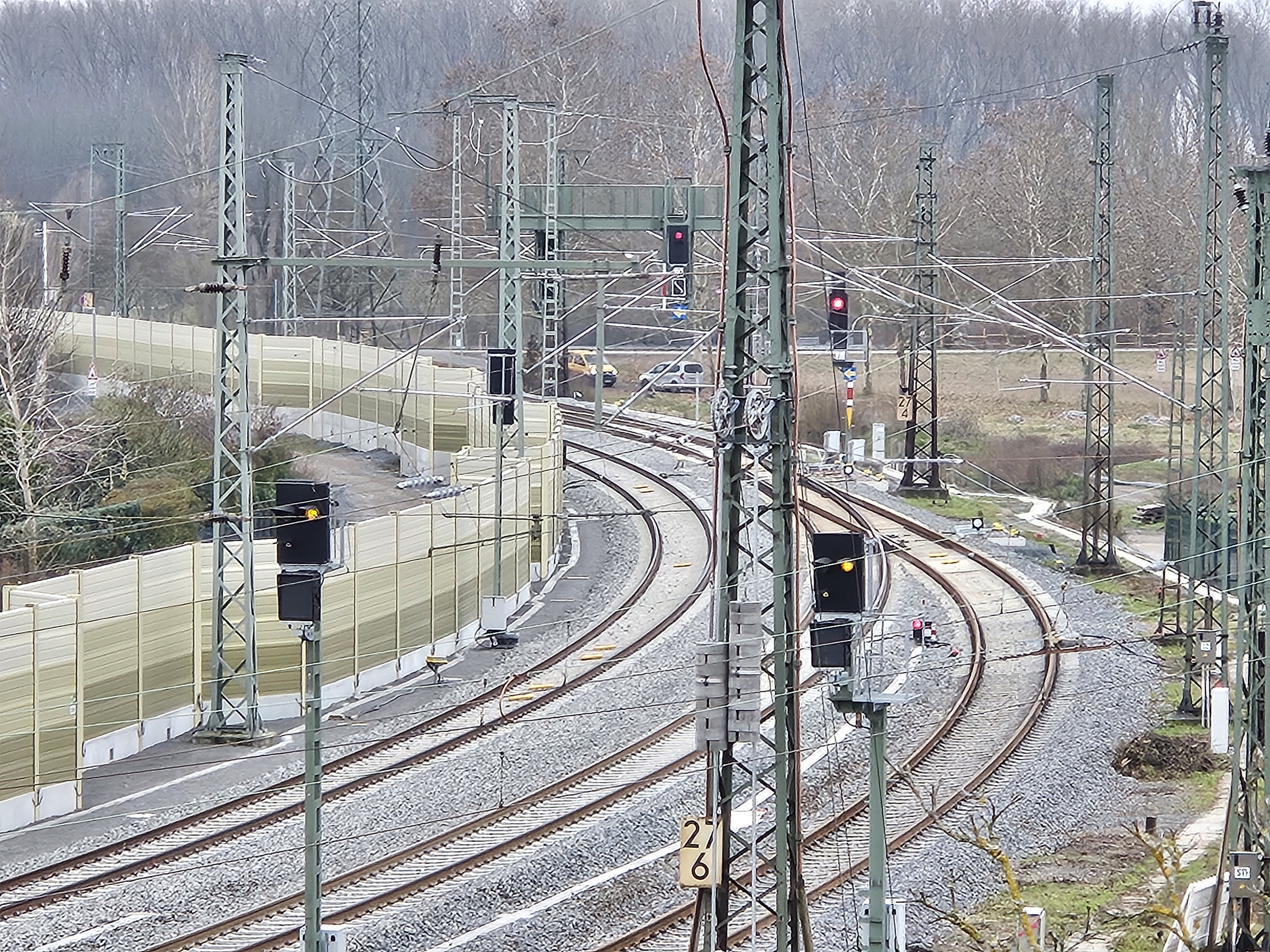
Der engste Bereich der für 110 km/h ausgebauten Kurve

Im Südkopf des Bahnhofs, Richtung Mannheim, verliefen die Gleise der Riedbahn bis 2024 in einem Bogen mit Radien zwischen 502 und 560 m. Der Geschwindigkeitseinbruch wirkte sich negativ auf die Betriebsqualität aus. Die zulässige Geschwindigkeit im Südkopf des Bahnhofs (Streckenkilometer 26,9 bis 27,7) lag bis zur „Generalsanierung“ von 2024 bei 90 km/h und wurde auf 110 km/h erhöht. Im Bahnsteigbereich waren bis dahin auf den durchgehenden Hauptgleisen 140 km/h zugelassen, im Nordkopf des Bahnhofs (km 28/29) waren es 160 km/h. An die 110 km/h im Bereich des Bogens schließt sich nunmehr ein Geschwindigkeitswechsel unmittelbar auf 160 km/h an. Ferner wurde die Überleitgeschwindigkeit zwischen den beiden durchgehenden Hauptgleisen der Riedbahn von bislang 50 auf 80 km/h erhöht. Die zulässige Geschwindigkeit auf dem dritten, westlichen Gleis wurde von 50 auf 60 km/h erhöht.

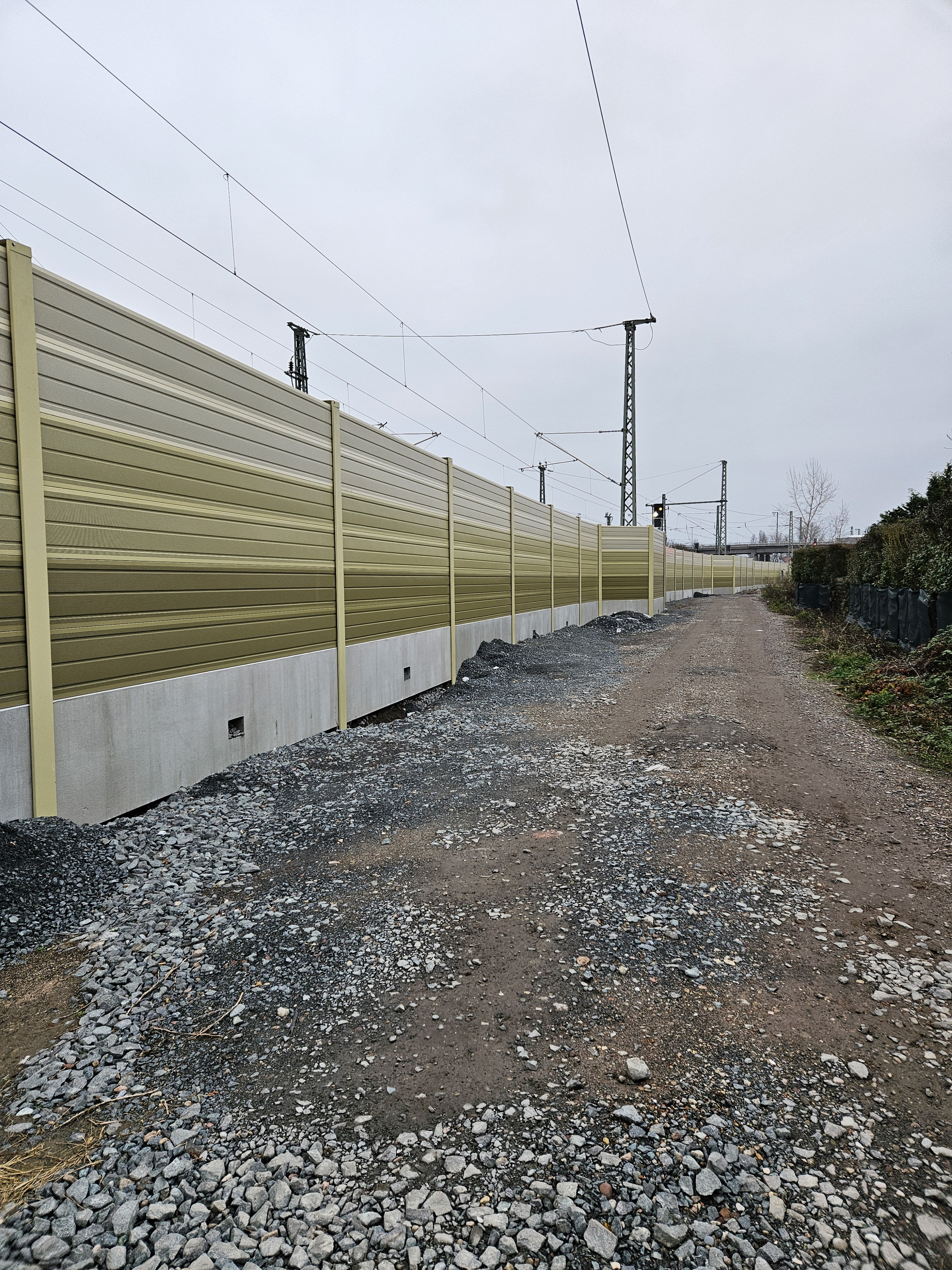
Eine neue Lärmschutzwand trennt die Kurve von dem ehemaligen Gleis (Dezember 2024)

Bereits Mitte der 1980er Jahre war geplant, die zulässige Geschwindigkeit für durchfahrende Züge der Riedbahn auf 110 km/h anzuheben. Eine Beseitigung des einzigen Geschwindigkeitseinbruchs der Strecke wurde erwogen, jedoch verworfen, weil eine Voraussetzung dafür die großräumige Umfahrung des Ortes gewesen wäre. 2022 war zunächst geplant, die Geschwindigkeit in dem Bogen auf 100 km/h anzuheben. Dazu sollte die Überhöhung vergrößert und an Weichen bewegliche Herzstücke eingebaut werden. Mit einer nur im Zentimeterbereich von der Bestandstrassierung abweichenden Trassierung sollte, nach Angaben von 2023, eine nicht mehr näher beschriebene Geschwindigkeitserhöhung umgesetzt werden. Angaben von 2024 nannten teils 100 km/h, teils 110 km/h. Erste Schätzungen gingen von Kosten in Höhe von 3,9 Millionen Euro aus. Ein nicht mehr genutztes Nebengleis des Bahnhofs, auf der Ostseite des Bogens, wurde 2023/2024 teils durch Lärmschutzwände und neue Oberleitungsmasten teilweise überbaut.

## Leit- und Sicherungstechnik

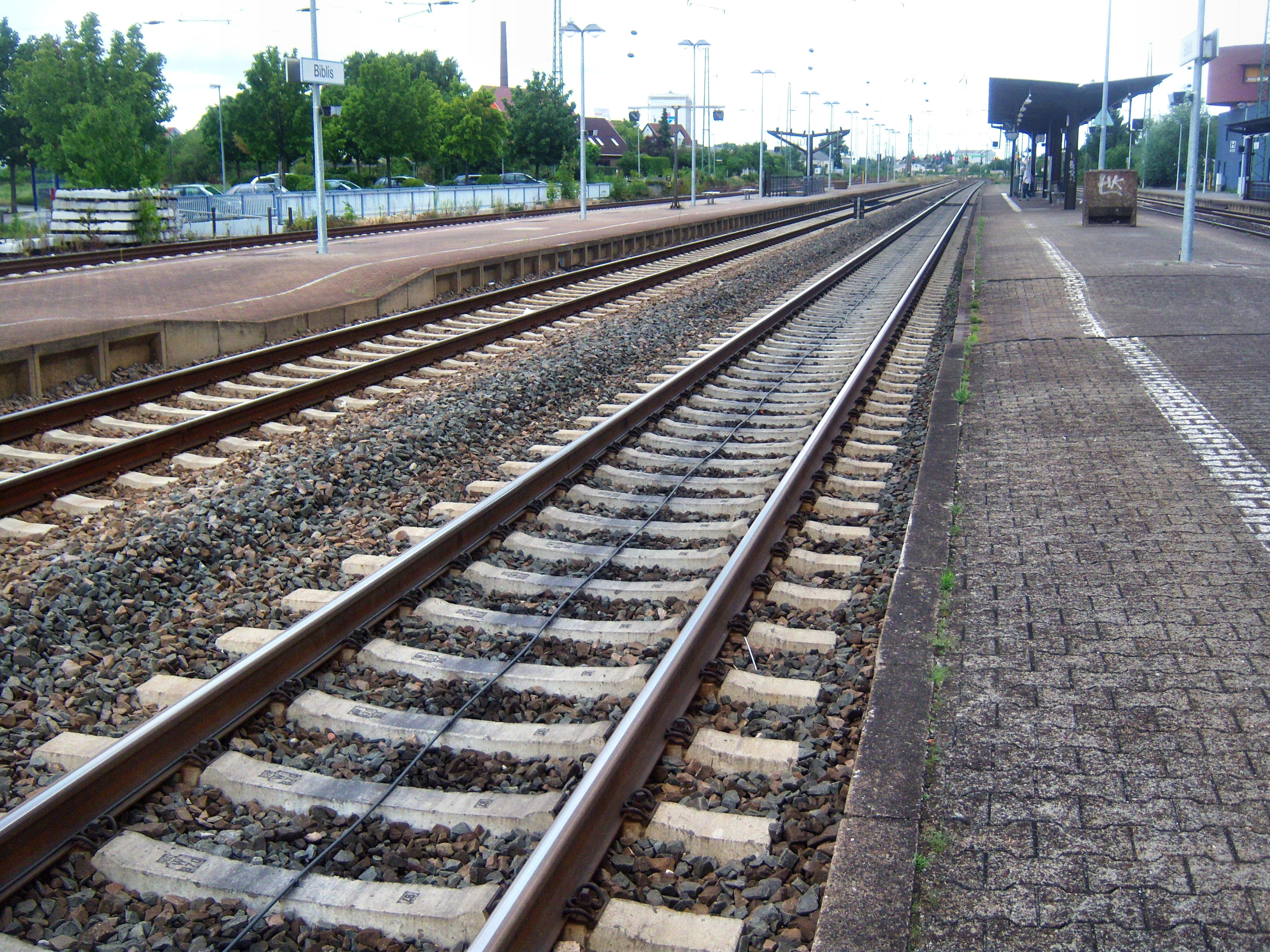
Die Linienförmige Zugbeeinflussung der Riedbahn wurde 2024 zurückgebaut und wird durch ETCS ersetzt.

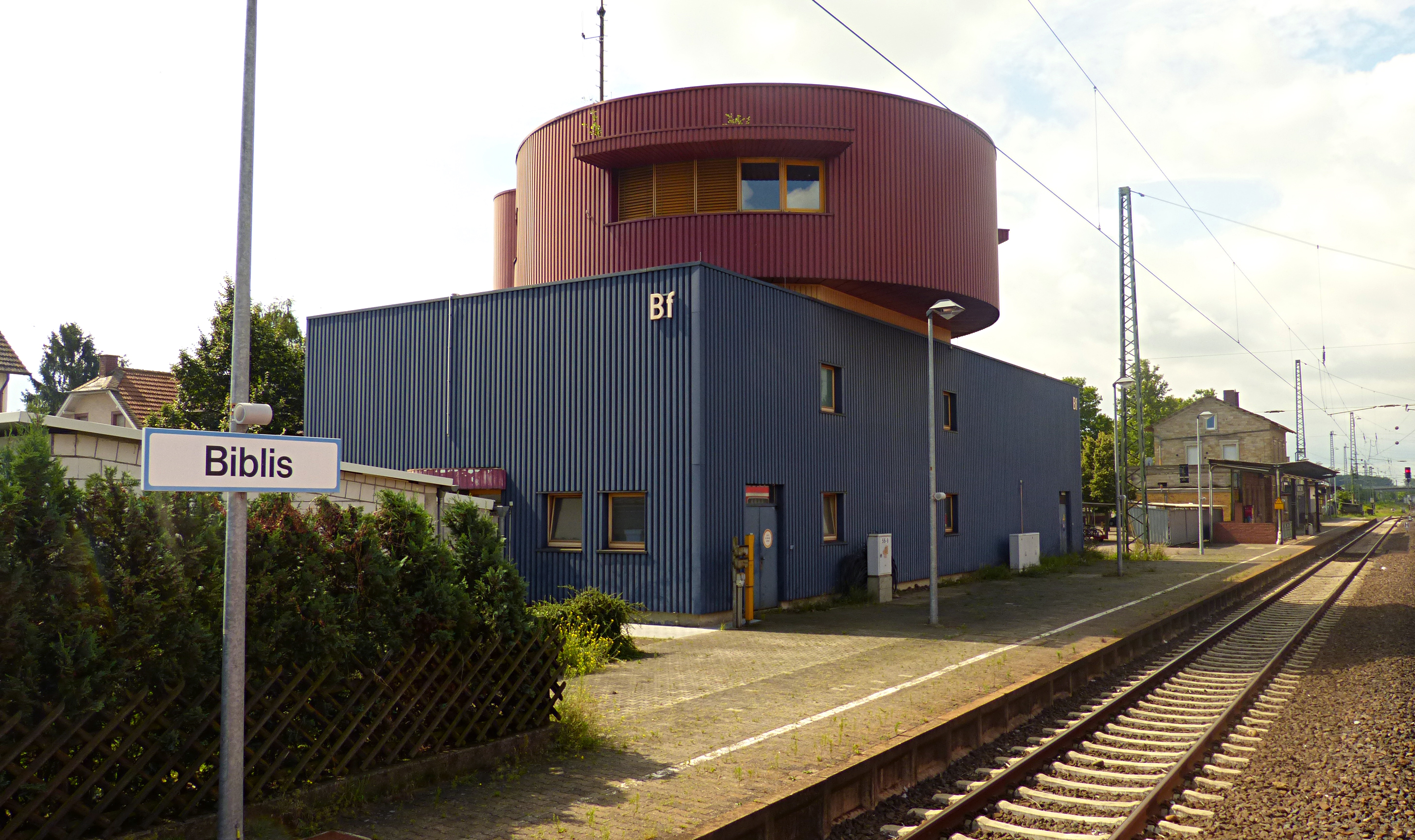
Das 2024 außer Betrieb genommene Stellwerk des Bahnhofs Biblis

Das am Gleis 1 gelegene Relaisstellwerk der Bauart SpDrS60 wurde 1983 in Betrieb und im Juli 2024 außer Betrieb genommen. Von dieser Stelltafel wurden der Bahnhof von Groß-Rohrheim ferngesteuert und die Signale der Haltepunkte von Bürstadt und Bobstadt auf der Riedbahn ferngestellt. Zusätzlich wurde die Strecke nach Worms bedient. Darüber hinaus wurde ab dem 7. April 2013 der Bahnhof Hofheim (Ried) ferngesteuert, der schon bei dem Bau der Stellwand in den 1980er Jahren auf der Stellwand abgebildet war. In diesem Zusammenhang wurde vom Fahrdienstleiter des Bahnhofs Biblis der Streckenabschnitt von Worms nach Bürstadt auf der Nibelungenbahn bedient. Im Bibliser Stellwerk band sich außerdem die Streckenzentrale der Linienförmigen Zugbeeinflussung (LZB) der Bahnstrecke von Mannheim nach Frankfurt am Main, die ebenfalls vom Fahrdienstleiter bedient wird.

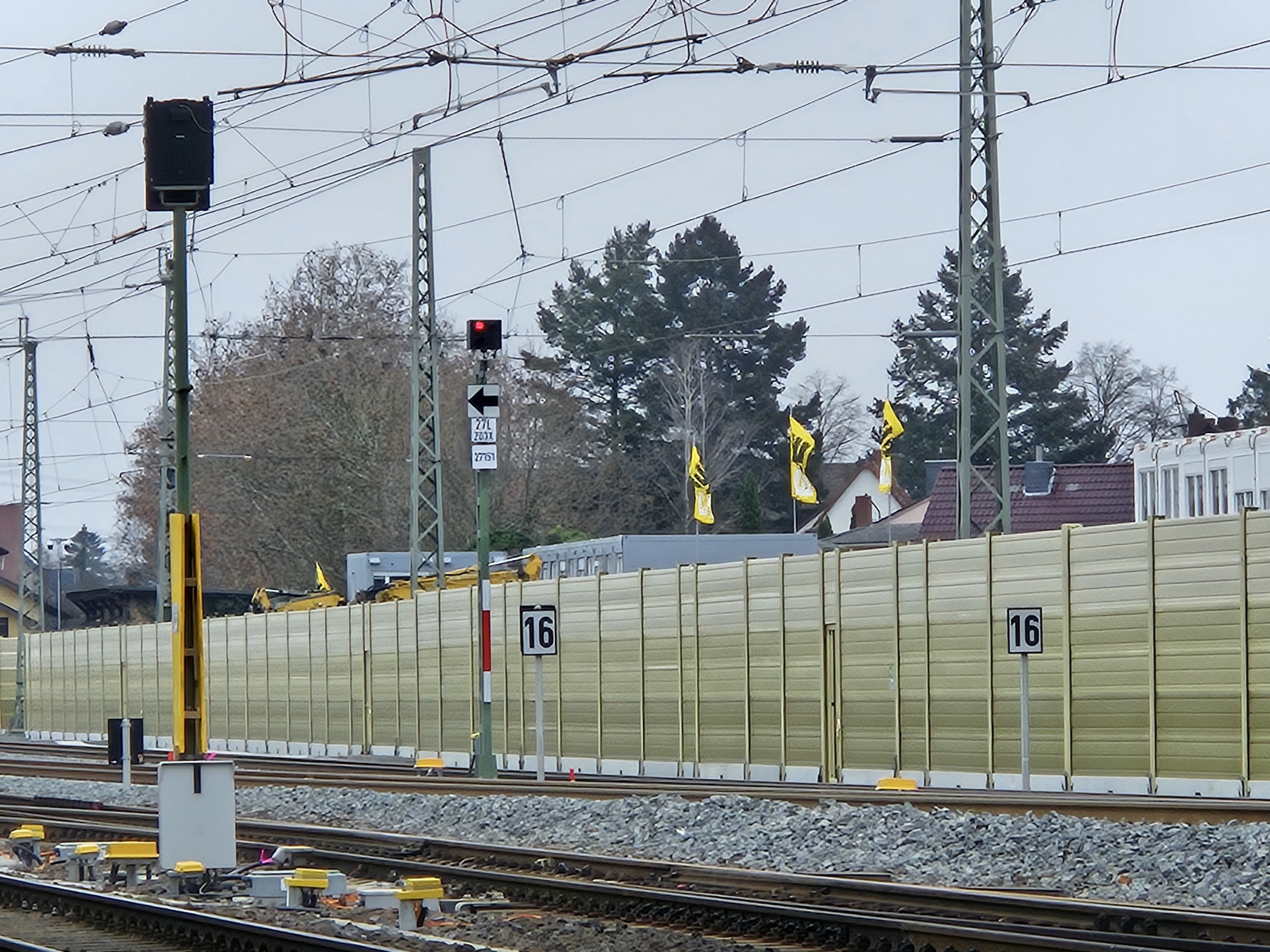
Eines der Blockkennzeichen an einem Sperrsignal (Dezember 2024)

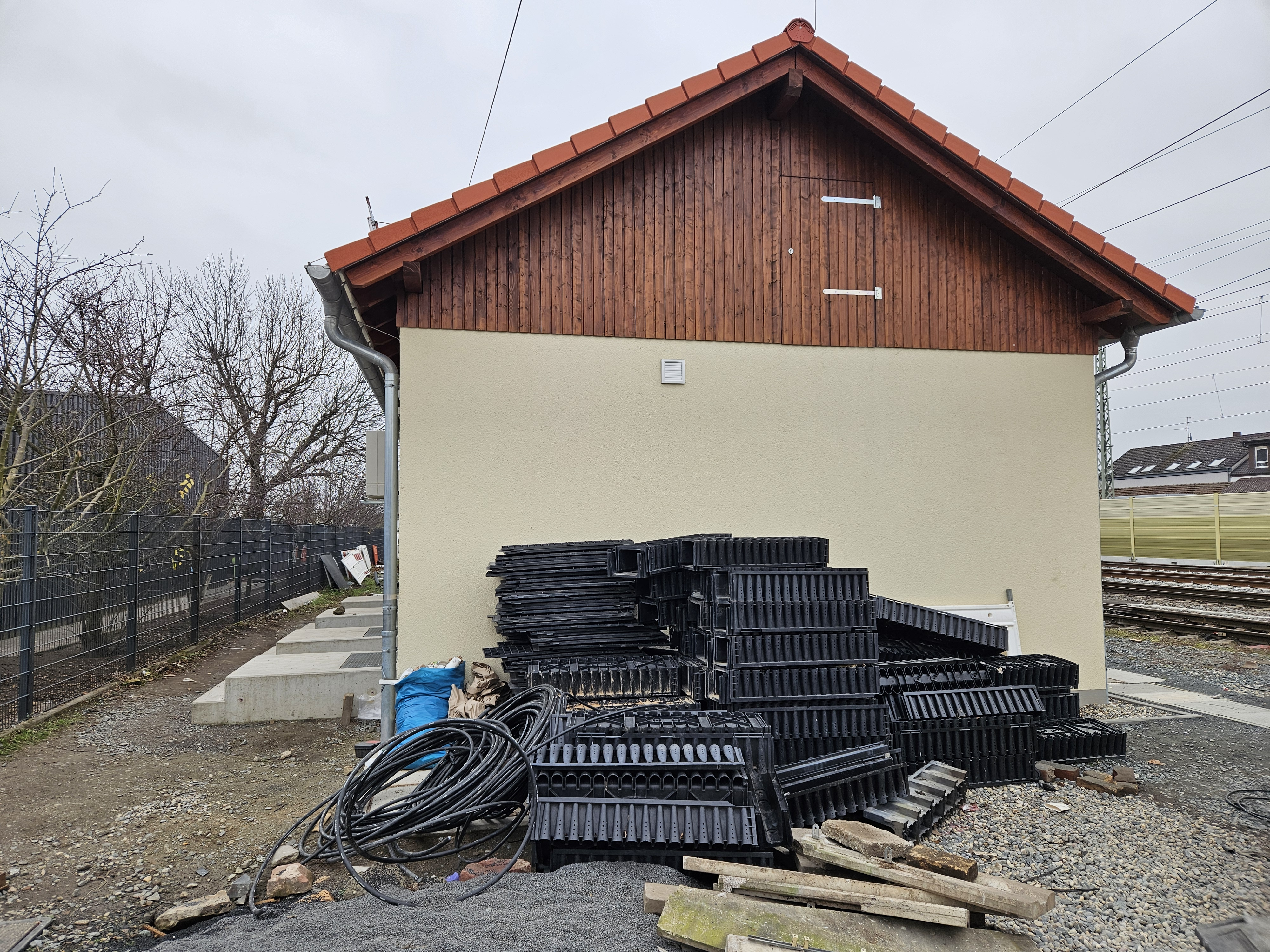
Das Elektronische Stellwerk kurz vor der kommerziellen Inbetriebnahme

Im Zuge der Generalsanierung der Riedbahn wurde das Stellwerk durch ein abgesetztes Elektronisches Stellwerk (ESTW-A) auf der nördlichen Seite des Bahnhofs ersetzt, das einer Unterzentrale (ESTW-UZ) in Gernsheim zugeordnet ist. Es steuert die Bahnhöfe Hofheim (Ried) und Groß Rohrheim fern. In diesem Zusammenhang wird der Bahnhof auch mit ETCS Level 2 ausgerüstet. Die bisherigen H/V-Signale wurden durch Ks-Signale ersetzt. Die Ausfahrten im Südkopf (Richtung Mannheim und Worms) werden nun über Mehrabschnittssignale signalisiert, die bereits das nächste Hauptsignal vorankündigen und somit dichtere Zugfolgen ermöglichen. Zusätzlich wurde ein Einfahrsignal vom Gegengleis aus Worms ergänzt, umgekehrt auch im benachbarten Bahnhof Hofheim, womit der Zugverkehr mittels Gleiswechselbetrieb flexibilisiert wird. Darüber hinaus ermöglicht ein neues Zwischensignal im durchgehenden Hauptgleis Richtung Frankfurt am Main sowohl eine dichtere Zugfolge auch für signalgeführte Züge als auch eine spätere Bremsung (und somit spätere Räumung) von Zügen, die auf Gleis 1 halten. Per ETCS geführte Züge können durch einige Blockverdichtungen (mittels Blockkennzeichen) dichter aufeinander folgen. Im Gegensatz zur LZB-Ausrüstung werden nicht im Wesentlichen die durchgehenden Hauptgleise Mannheim–Frankfurt, sondern sämtliche Hauptgleise mit ETCS ausgerüstet, einschließlich der Gleise von/nach Worms.

## Betrieb

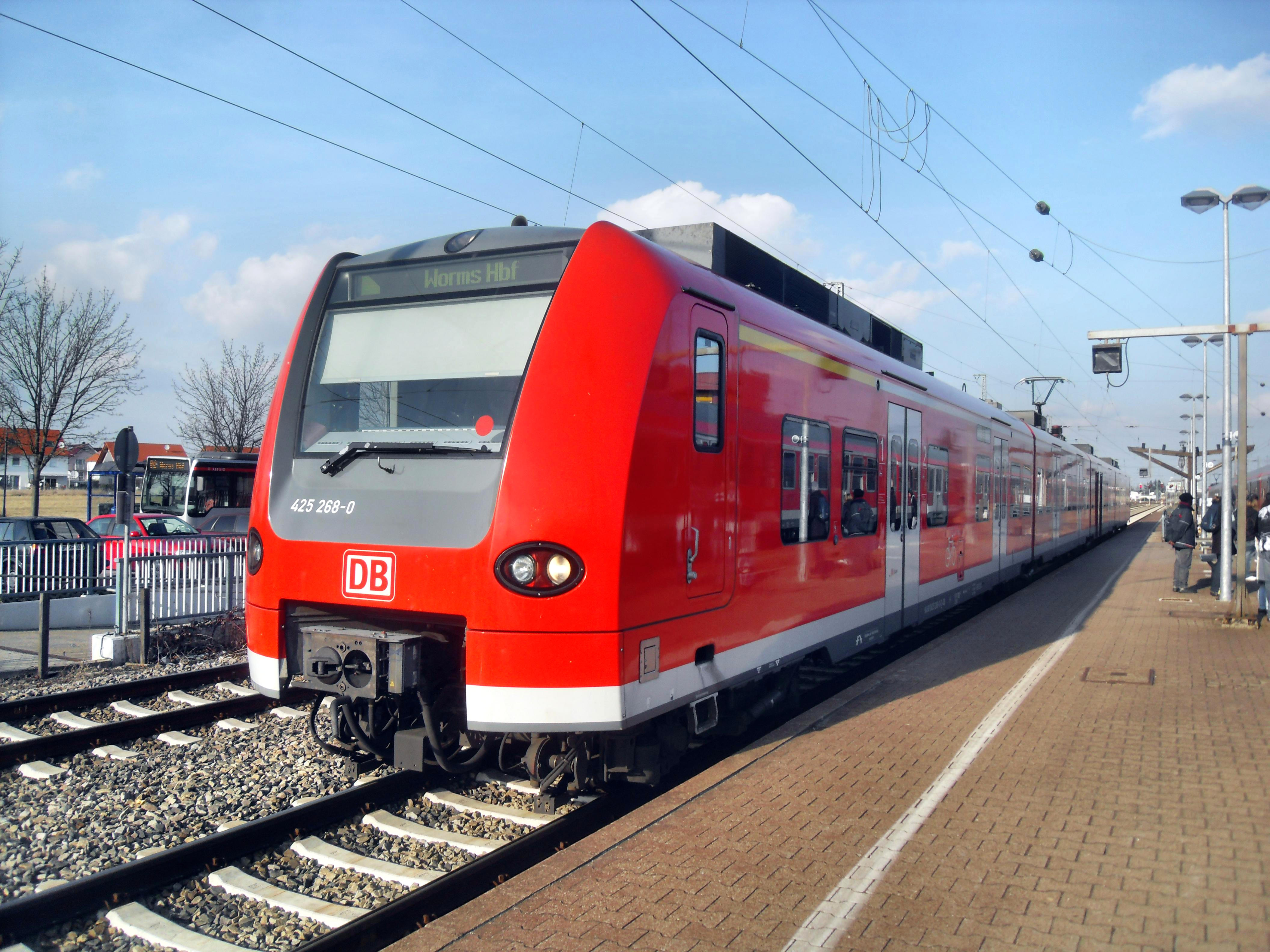
Regionalbahn im Bibliser Bahnhof auf dem Weg nach Worms

Mit 650 Zügen pro Tag (Stand: 2007) zählt die Riedbahn heute zu den meistbelasteten deutschen Bahnstrecken. Bis 2015 wurde ein weiterer Anstieg auf 900 Zugfahrten erwartet.
Auf der Riedbahn verkehren neben Regionalzügen des Rhein-Main-Verkehrsverbundes (RMV) und des Verkehrsverbundes Rhein-Neckar (VRN) mehrere ICE-Linien, die unter anderem Süddeutschland mit Berlin, Hamburg und Köln/Dortmund verbinden. Allerdings halten im Bibliser Bahnhof planmäßig nur Züge des Regionalverkehrs.
Im Bahnhof Biblis verkehren Regional-Express-Züge der Linie RE 70 zwischen Mannheim Hbf und Frankfurt (Main) Hbf. Die Regionalbahn der Linie RB 62 stellt die Verbindung zum Wormser Hauptbahnhof her. Diese Züge haben Anschluss an die Regional-Express-Züge Richtung Mannheim bzw. Frankfurt. Im Dezember 2020 wurde die RB 2 durch die S 9 der S-Bahn Rhein-Neckar ersetzt. Diese fährt südlich über Mannheim weiter in Richtung Karlsruhe, im Norden wurde die Linie um eine Station nach Groß-Rohrheim verlängert. Seit Dezember 2022 verkehrt die neue S-Bahn-Linie S 8. Auf dieser Linie verkehren in den Hauptverkehrszeiten mehrere Zugpaare zwischen Mannheim und Biblis. Von Mannheim Hbf bis Mannheim-Waldhof befährt diese Linie die östliche Riedbahn (über Mannheim-Käfertal).
Zum Einsatz kommt auf dem RE 70 der Twindexx Vario (Baureihe 446), auf der RB 62 der Alstom Coradia LINT (Baureihen 622 und 623) und auf der S 8 sowie S 9 der Siemens Mireo (Baureihe 463).
Ein Gleisanschluss bindet das Kernkraftwerk Biblis an den Bahnhof an, worüber auch Castor-Behältern (Transport von Atommüll) transportiert wurden.

### Verkehrsangebot
| Linie | Strecke | Takt              | Betreiber      |
| ----- | --- | ----------------- | -------------- |
| RE 70 | Main-Neckar-Ried-Express: Frankfurt (Main) Hbf – Frankfurt-Niederrad – (Frankfurt am Main Stadion – Zeppelinheim –)* Walldorf (Hessen) – Mörfelden – Groß Gerau-Dornberg – (Groß Gerau-Dornheim – Riedstadt-Wolfskehlen –)* Riedstadt-Goddelau – Stockstadt (Rhein) – Biebesheim – Gernsheim – Groß-Rohrheim – Biblis – (Bobstadt –)* Bürstadt – Lampertheim – Mannheim-Waldhof – (Mannheim-Luzenberg – Mannheim-Neckarstadt – Mannheim-Handelshafen –)* Mannheim Hbf * nur einzelne Züge Stand: Fahrplanwechsel Dezember 2021 | 60 min            | DB Regio Mitte |
| S 9   | Karlsruhe Hbf – Karlsruhe-Hagsfeld – Blankenloch – Friedrichstal (Baden) – Graben-Neudorf – Wiesental – Waghäusel – Neulußheim – Hockenheim – Oftersheim – Schwetzingen – Mannheim-Rheinau – Mannheim-Neckarau – Mannheim Hbf – Mannheim-Handelshafen – Mannheim-Neckarstadt – Mannheim-Luzenberg – Mannheim-Waldhof – Lampertheim – Bürstadt – Bobstadt – Biblis – Groß Rohrheim Stand: Fahrplanwechsel Dezember 2021 | 60 min            | DB Regio Mitte |
| S 8   | Mannheim Hbf – Mannheim-Käfertal – Mannheim-Waldhof – Lampertheim – Bürstadt – Bobstadt – Biblis | einzelne Züge HVZ | DB Regio Mitte |
| RB 62 | Worms Hbf – Hofheim (Ried) – Biblis | 60 min            | DB Regio Mitte |

(Stand 2024)

## Busverkehr
Am Bahnhof Biblis halten auch diverse Regionalbuslinien des VRN:
| Linie | Strecke | Takt Mo–Fr                        | Takt Sa    | Takt So                                 |
| ----- | --- | --------------------------------- | ---------- | --------------------------------------- |
| 642   | Biblis Hochhaus – Katholische Kirche – Biblis Bahnhof – Wattenheim – Nordheim – Hofheim (Ried) (– Wehrzollhaus – Worms Marktplatz – Worms Hbf) -> Hofheim (Ried) <-> Worms Hbf: Mo–Fr einzelne Fahrten | 30 Minuten                        | 30 Minuten | 30 Minuten (Hofheim <-> Biblis Bahnhof) |
| 645   | Lampertheim Schulzentrum – Bürstadt Erich Kästner Schule – Bürstadt Bahnhof – Hofheim (Ried) – Nordheim – Wattenheim – Biblis Bahnhof – Biblis Hochhaus                                                | Einzelne Fahrten (Schülerverkehr) |            |                                         |
| 647   | Bensheim Heinrich Metzendorf Schule – Bensheim Bahnhof – Groß Rohrheim – Biblis Hochhaus – Biblis Bahnhof                                                                                              | Einzelne Fahrten (Schülerverkehr) |            |                                         |